# Dům čp. 298 (Štramberk)
Dům čp. 298 stojí na ulici Horní Bašta ve Štramberku v okrese Nový Jičín. Roubený dům byl postaven ve druhé polovině 18. století. Byl zapsán do Ústředního seznamu kulturních památek ČR před rokem 1988 a je součástí městské památkové rezervace.

## Historie
Podle urbáře z roku 1558 bylo na náměstí postaveno původně 22 domů s dřevěným podloubím, kterým bylo přiznáno šenkovní právo, a sedm usedlých na předměstí. Uprostřed náměstí stál pivovar. V roce 1614 je uváděno 28 hospodářů, fara, kostel, škola a za hradbami 19 domů. Za panování jezuitů bylo v roce 1656 uváděno 53 domů. První zděný dům čp. 10 byl postaven na náměstí v roce 1799. V roce 1855 postihl Štramberk požár, při němž shořelo na 40 domů a dvě stodoly. V třicátých letech 19. století stálo nedaleko náměstí ještě dvanáct dřevěných domů.
Původní roubený dům čp. 298 byl postaven ve druhé polovině 18. století, je vsazen do prudkého svahu nad dům čp. 299. Dům byl v 19. století upravován. Objekt je příkladem původní předměstské zástavby ve Štramberku.

## Stavební podoba
Dům je přízemní roubená stavba na obdélném půdorysu, je orientovaná okapovou stranou do ulice. Dispozice je dvojdílná, kterou tvoří jizba a síň. Stavba je roubená z kuláčů. Je postavena na vysoké kamenné podezdívce, která vyrovnává svahovou nerovnost. Dům je podsklepen se vstupem z jihozápadním strany. Okapové průčelí je tříosé, štítová průčelí jsou jednoosá. Kaslíková okna jsou zdobena jednoduchým olištováním. V jihozápadním štítovém průčelí je vstup s bedněnou pavlačí. Štíty jsou trojúhelníkové svisle bedněné s laťováním a s podlomenicí v patě štítu. Sedlová střecha je krytá plechem. U levého průčelí je kamenná přístavba.